# Delaunay-Belleville

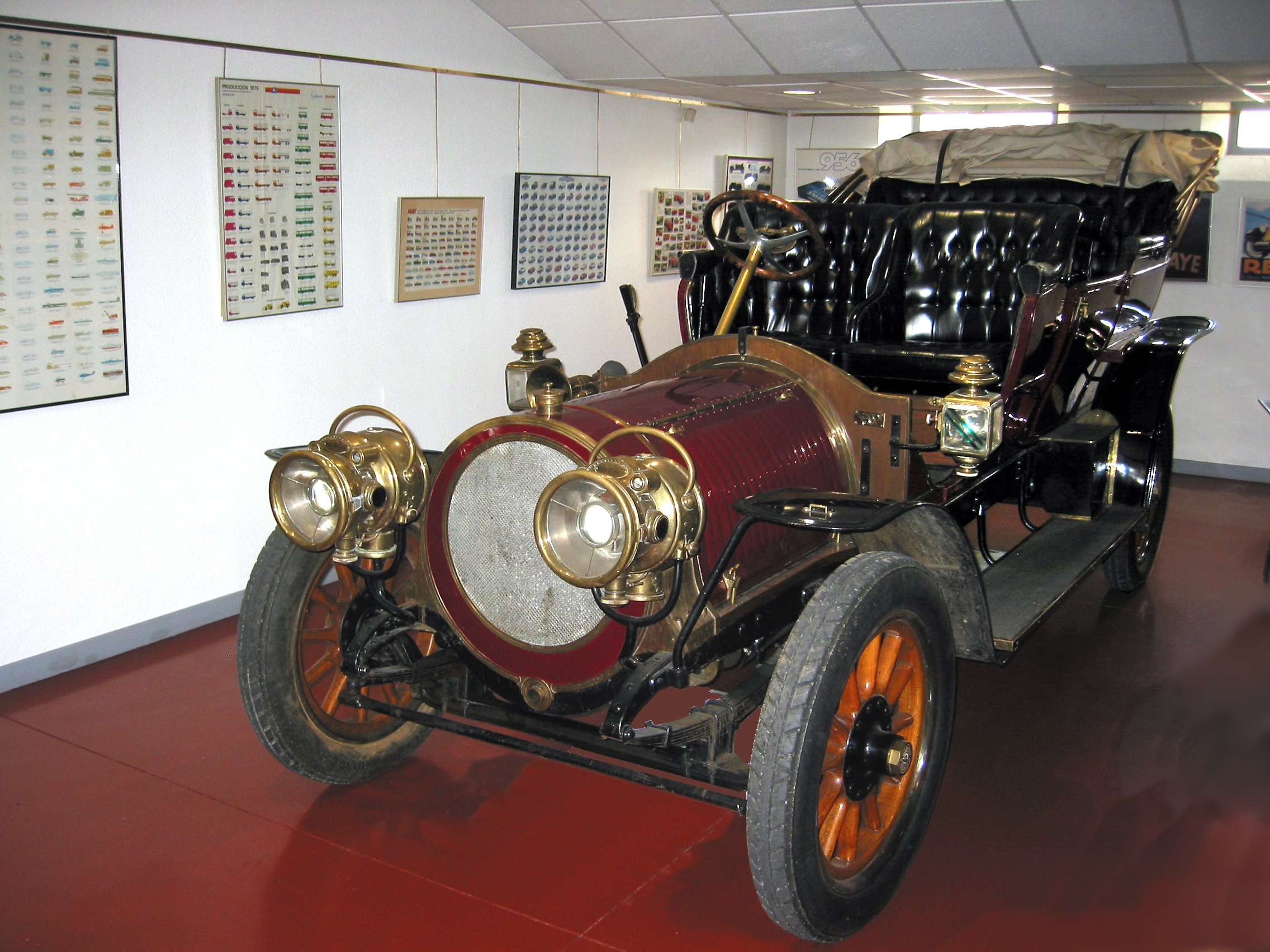
Delaunay-Belleville 1907-1908

Delaunay-Belleville var ett franskt industriföretag som tillverkade bilar i Saint-Denis mellan 1904 och 1950.

## Historia

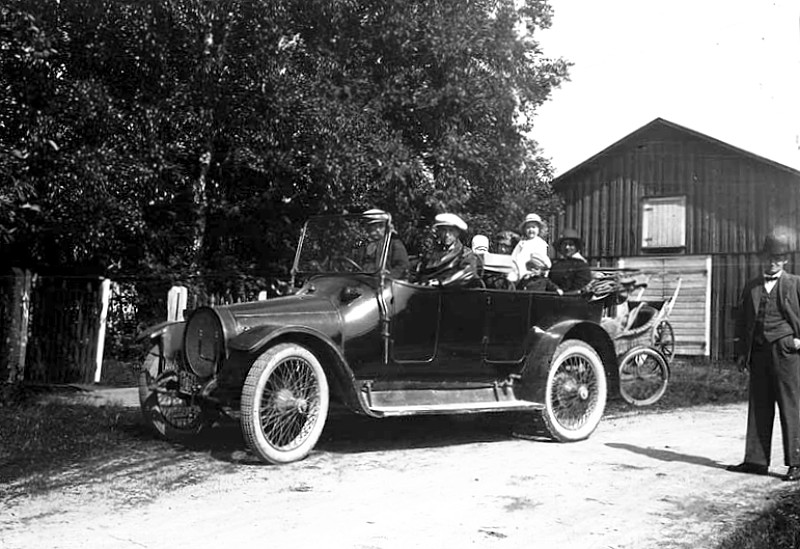
En Delaunay-Belleville från cirka 1912. Bilens kaross är sannolikt byggt hos grosshandlare Leonard Ödmark i Örnsköldsvik som var svensk agent för märket Delaunay-Belleville.

Delaunay-Belleville hade tillverkat lokomotiv och ångpannor till fartygsmaskiner sedan mitten av 1800-talet, när man visade sin första bil på bilsalongen i Paris 1904. Företagets första bilar hade fyrcylindriga motorer, men snart tillkom även sexcylindriga versioner. Delaunay-Bellevilles sexcylindriga modeller räknades före första världskriget till världens bästa bilar och köptes av människor som uppskattade tyst och tillbakadragen värdighet. Rysslands tsar Nikolaj II var stor kund. Som en påminnelse om företagets ursprung hade bilarna rund kylarmaskering och motorhuv.
Efter första världskriget försvann gradvis märkets prestige och från 1931 erbjöds åttacylindriga motorer inköpta från den amerikanska motortillverkaren Continental. Märkets sista bil var en oblyg kopia av Mercedes-Benz 230 som tillverkades fram till 1950. 
Efter andra världskriget byggdes mikrobilen Rovin i Delaunay-Bellevilles lokaler.

## Delaunay-Belleville i Sverige
I början 1910-talet satsade grosshandlaren Leonard Ödmark från Arnäsvall, som blivit förmögen på import av kaffe, på monteringen av "Världens bästa bil" i Örnsköldsvik. Chassin med motor importerades från Frankrike, medan karossen tillverkades i Örnsköldsvik. Kunnandet på orten, att tillverka karosser, beredde mark för busstillverkning hos Hägglund & Söner. Tillverkningen upphörde när första världskriget bröt ut.